# Эрин Брокович (фильм)
«Э́рин Бро́кович» (англ. Erin Brockovich) — американский драматический фильм-байопик 2000 года режиссёра Стивена Содерберга по сценарию Сюзанны Грант. Фильм основан на реальной истории правозащитницы Эрин Брокович, боровшейся против корпорации Pacific Gas and Electric Company, которая загрязняла грунтовые воды сообщества Хинкли штата Калифорния канцерогенным шестивалентным хромом и тем самым вызывала онкологические заболевания у горожан. Главные роли исполнили Джулия Робертс, Альберт Финни и Аарон Экхарт. В начале фильма также появляется реальная Эрин Брокович, сыгравшая эпизодическую роль официантки ресторана по имени Джулия Р.
Премьера состоялась 17 марта 2000 года. Фильм имел критический и кассовый успех, а также был номинирован на пять премий «Оскар» и четыре «Золотых глобуса», в том числе в обоих — за лучший фильм и режиссуру. Джулия Робертс за роль Эрин Брокович была удостоена многочисленных кинонаград, в том числе «Оскара», «Золотого глобуса» и BAFTA. 

## Сюжет
Энергичная, импульсивная и эмоциональная до грубости красотка Эрин Брокович, бывшая «Мисс Уичито», а теперь дважды разведённая мать троих детей, ищет работу. Образования у неё нет, зато есть смелость, природный ум и напористость. Когда в её машину врезается «Ягуар», адвокатом Эрин становится Эд Мэзри, проигравший дело в суде из-за грубого поведения подопечной.
Эрин просит адвоката принять её на работу, и он соглашается. Взявшись за одно из дел без гонорара, она выходит на огромную корпорацию Pacific Gas and Electric Company, которая отравляет грунтовые воды хромом. Жертвами становятся семьи, живущие в районе заражённых водоёмов: сотни людей заболели раком. Компания начала скупать их дома. Брокович, поняв, что дело нечисто, достала в отделе водоснабжения документы, подтверждающие высокое содержание шестивалентного хрома в воде. Юридическая фирма Эда Мэзри начала действовать.
В жизни Брокович появился милый парень Джордж, который стал приглядывать за её детьми. Эрин всё время отдавала работе, а Джордж превратился в няньку. В один из дней он, не выдержав, ушёл. По мере опроса пострадавших, Брокович выясняет, что руководству корпорации PG&E давно известно о вреде шестивалентного хрома. Более того, из главного офиса в местное отделение был отдан приказ уничтожить огромное количество документов в архиве. Однако работник, который должен был выполнить приказ, после изучения некоторых документов не стал их уничтожать. Он рассказывает Брокович о том, что его двоюродный брат, работавший на заводе PG&E, вчера умер от рака, и затем передаёт Брокович документ, подтверждающий вину руководства компании.
В результате судебной тяжбы, инициированной Брокович, более шестисот человек получили крупные денежные компенсации вреда здоровью, который был причинён неправомерными действиями корпорации PG&E, сотрудники которой много лет старались скрыть результаты преступной халатности.

## В ролях
| Актёр             | Роль                         |
| ----------------- | ---------------------------- |
| Джулия Робертс    | Эрин Брокович                |
| Альберт Финни     | адвокат Эд Мэзри             |
| Аарон Экхарт      | Джордж                       |
| Питер Койоти      | Курт Поттер                  |
| Черри Джонс       | Памела Данкан                |
| Трейси Уолтер     | Чарльз Эмбри                 |
| Кончата Феррелл   | Бренда                       |
| Марг Хелгенбергер | Донна Дженсен                |
| Эрин Брокович     | официантка Джулия Р. (камео) |

### Роли дублировали
- Ирина Мазуркевич — Эрин Брокович
- Андрей Толубеев — адвокат Эд Мэзри

## Награды и номинации
| Премия                         | Категория                         | Имя                                      | Результат |
| ------------------------------ | --------------------------------- | ---------------------------------------- | --------- |
| Оскар                          | Лучший фильм                      | Дэнни Де Вито, Майкл Шамберг, Стейси Шер | Номинация |
| Оскар                          | Лучшая режиссура                  | Стивен Содерберг                         | Номинация |
| Оскар                          | Лучшая женская роль               | Джулия Робертс                           | Победа    |
| Оскар                          | Лучшая мужская роль второго плана | Альберт Финни                            | Номинация |
| Оскар                          | Лучший оригинальный сценарий      | Сюзанна Грант                            | Номинация |
| BAFTA                          | Лучший фильм                      | Дэнни Де Вито, Майкл Шамберг, Стейси Шер | Номинация |
| BAFTA                          | Лучшая режиссура                  | Стивен Содерберг                         | Номинация |
| BAFTA                          | Лучшая женская роль               | Джулия Робертс                           | Победа    |
| BAFTA                          | Лучшая мужская роль второго плана | Альберт Финни                            | Номинация |
| BAFTA                          | Лучший оригинальный сценарий      | Сюзанна Грант                            | Номинация |
| BAFTA                          | Лучший монтаж                     | Энн В. Коутс                             | Номинация |
| Золотой глобус                 | Лучший фильм — драма              |                                          | Номинация |
| Золотой глобус                 | Лучшая режиссура                  | Стивен Содерберг                         | Номинация |
| Золотой глобус                 | Лучшая женская роль в драме       | Джулия Робертс                           | Победа    |
| Золотой глобус                 | Лучшая мужская роль второго плана | Альберт Финни                            | Номинация |
| Премия Гильдии киноактёров США | Лучшая женская роль               | Джулия Робертс                           | Победа    |
| Премия Гильдии киноактёров США | Лучшая мужская роль второго плана | Альберт Финни                            | Победа    |